# لیژیا سیلوا
لیژیا سیلوا (انگلیسی: Lígia Silva؛ زادهٔ ۶ مارس ۱۹۸۱) یک بازیکن تنیس روی میز اهل برزیل است.
وی در مسابقات کشوری و بین‌المللی در مجموع برنده ۱ مدال طلا شده‌است.